# Hortense Spillers
 (février 2024).
La mise en forme du texte ne suit pas les recommandations de Wikipédia : il faut le « wikifier ».
Les points d'amélioration suivants sont les cas les plus fréquents. Le détail des points à revoir est peut-être précisé sur la page de discussion.
- Les titres sont pré-formatés par le logiciel. Ils ne sont ni en capitales, ni en gras.
- Le texte ne doit pas être écrit en capitales (les noms de famille non plus), ni en gras, ni en italique, ni en « petit »…
- Le gras n'est utilisé que pour surligner le titre de l'article dans l'introduction, une seule fois.
- L'italique est rarement utilisé : mots en langue étrangère, titres d'œuvres, noms de bateaux, etc.
- Les citations ne sont pas en italique mais en corps de texte normal. Elles sont entourées par des guillemets français : « et ».
- Les listes à puces sont à éviter, des paragraphes rédigés étant largement préférés. Les tableaux sont à réserver à la présentation de données structurées (résultats, etc.).
- Les appels de note de bas de page (petits chiffres en exposant, introduits par l'outil «  Source ») sont à placer entre la fin de phrase et le point final[comme ça].
- Les liens internes (vers d'autres articles de Wikipédia) sont à choisir avec parcimonie. Créez des liens vers des articles approfondissant le sujet. Les termes génériques sans rapport avec le sujet sont à éviter, ainsi que les répétitions de liens vers un même terme.
- Les liens externes sont à placer uniquement dans une section « Liens externes », à la fin de l'article. Ces liens sont à choisir avec parcimonie suivant les règles définies. Si un lien sert de source à l'article, son insertion dans le texte est à faire par les notes de bas de page.
- La présentation des références doit suivre les conventions bibliographiques. Il est recommandé d'utiliser les modèles {{Ouvrage}}, {{Chapitre}}, {{Article}}, {{Lien web}} et/ou {{Bibliographie}}. Le mode d'édition visuel peut mettre en forme automatiquement les références.
- Insérer une infobox (cadre d'informations à droite) n'est pas obligatoire pour parachever la mise en page.

Pour une aide détaillée, merci de consulter Aide:Wikification.
Si vous pensez que ces points ont été résolus, vous pouvez retirer ce bandeau et améliorer la mise en forme d'un autre article.
Hortense J. Spillers (née en 1942) est une critique littéraire africaine-américaine, spécialiste du féminisme noir et titulaire de la chaire Gertrude Conaway Vanderbilt à l'Université Vanderbilt. Spécialiste de la diaspora africaine, elle est connue pour ses essais sur la littérature africaine-américaine, rassemblés dans Black, White, and In Color : Essays on American Literature and Culture, publié par les Presses de l'université de Chicago en 2003, et Comparative American Identities : Race, Sex, and Nationality in the Modern Text, une collection éditée par Spillers et publiée par Routledge en 1991.

## Biographie
Spillers a obtenu sa licence de l'Université de Memphis en 1964, sa maîtrise en 1966 et son doctorat en 1974 en littérature anglaise à l'Université Brandeis. À l'Université de Memphis, elle est DJ pour la station de radio noire WDIA. Elle a occupé des postes au Haverford College, au Wellesley College, à l'Université Emory et à l'Université Cornell. Son travail a été récompensé par des prix des Fondations Rockefeller et Ford. En 2013, elle a été la rédactrice fondatrice de la revue scientifique The A-Line Journal: A Journal of Progressive Commentary.

## Travail critique
Spillers est surtout connue pour son essai scientifique de 1987 « Mama's Baby, Papa's Maybe: An American Grammar Book », l'un des essais les plus cités dans les études littéraires africaines-américaines. L'essai est considéré comme particulièrement important dans le domaine de l'afro-pessimisme, car bon nombre des théoriciens les plus éminents de ce mouvement – Frank Wilderson III, Saidiya Hartman et Calvin L. Warren – s'appuient sur les idées de Spillers tout au long de leurs travaux,. Malgré cela, Spillers ne s’identifie pas comme afro-pessimiste. L'essai rassemble l'engagement de Spillers dans les études africaines-américaines, la théorie féministe, la sémiotique et les études culturelles pour articuler une théorie de la construction du genre féminin africain-américain.
Dans un entretien de 2006 intitulé « Whatcha Gonna Do?—Revisiting Mama's Baby, Papa's Maybe: An American Grammar Book » (où Spillers est interviewée par Saidiya Hartman, Farah Jasmine Griffin, Jennifer L. Morgan et Shelly Eversley), la théoricienne revient sur son processus d’écriture. Avec ses intervieweuses, elles examinent  ensemble l’impact sismique de l’essai sur le vocabulaire conceptuel disponible pour les générations suivantes de chercheurs féministes noirs. Elle déclare qu'elle a écrit « Mama's Baby, Papa's Maybe » avec un sentiment de désespoir, à un moment de l’histoire où l’importance des femmes noires dans la théorie critique était niée.
En 2003, Spillers publie le livre Black, White, and in Color, un recueil d'essais publiés au cours de sa carrière. Certains d'entre eux ont été inspirés par la conférence du Barnard Center de 1982, appelée « Conférence sur le sexe » . Spillers a assisté à cette conférence et a été frappée par le manque de représentation de la sexualité des femmes noires et par la manière dont la domination de la blanchité dans les espaces féministes conduisait à des hiérarchies, dans les objets de la lutte féministe et dans la représentation de la sexualité. Ainsi, un chapitre important du livre de Spillers, intitulé « Interstices : A Small Drama of Words », réexamine la caractérisation néfaste des femmes noires dans la littérature et dans la société en général. Elle aborde ces sujets à travers une lentille grammaticale et se réapproprie le terme « interstices » d'une expression tirée des sciences de l'informatique pour l'appliquer à une description des défauts de notre langage moderne qui laisse, métaphoriquement, certaines choses « passer entre les mailles du filet ». Elle relève ainsi les problèmes soulevés par des mots tels que « féminisme » et « femme » et souligne le pouvoir que procure la capacité de parler. Spillers soutient que la sexualité des femmes noires est mal décrite dans le discours en raison des institutions de la suprématie blanche.

En outre, Spillers affirme que les femmes noires occupent une position unique entre les hommes noirs et les femmes blanches, souvent obligées de choisir entre ces identités, ce qui les empêchent d'agir de manière satisfaisante sur leur genre ou sur leur sexe. Spillers problématise l'adversité aggravée à laquelle les femmes noires sont confrontées avec la citation suivante :
« Les femmes noires sont les baleines échouées de l'univers sexuel, silencieuses, invisibles, inactives, elles sont encore dans l'attente de leur verbe. Leurs expériences sexuelles sont représentées, mais pas souvent par elles-mêmes ; et quand elles le font, c'est souvent par la voix reconnaissable du blues et de ses accents romancés. »
Bien qu'ils soient historiquement égaux aux yeux de l'environnement hégémonique et patriarcal blanc, Spillers soutient que les hommes et les femmes noirs sont en effet différents parce que les hommes noirs ont toujours la possibilité d'agir sur leur sexe alors que les femmes sont soumises au « paradoxe du non-être ». Ce paradoxe décrit comment les sexualités des femmes noires ne sont jamais validées, ce qui les empêche de sympathiser avec les femmes blanches sur la base du sexe, ce dont Spiller donne un exemple en commentant l'oeuvre Dinner Party de l'artiste blanche américaine Judy Chicago et sa représentation du vagin des femmes noires.

## Parallèles avec d’autres chercheuses féministes noires
Le travaille de Spillers a été référencé à plusieurs reprises par le groupe féministe noir influent The Combahee River Collective. Dans une interview entre Beverly Guy-Sheftall et Barbara Smith, Smith cite diverses chercheuses qui « ont pu se retrouver pendant cette période » dans les salons. Parmi la liste, Spillers est incluse. Smith, qui est  considérée comme l'une des « personnes qui sont devenues de véritables piliers de la construction des études sur les femmes noires dans leurs domaines particuliers », affirme qu'elle, Spillers et d'autres femmes noires notables de l'époque ont formé ce qui était connu sous le nom de African-American Female Intelligence Society of Boston.

## Travaux

### Livres
- Black, White, and in Color: Essays on American Literature and Culture. Chicago: University of Chicago Press, 2003.
- Comparative American Identities: Race, Sex, and Nationality in the Modern Text. New York: Routledge, 1991.
- (With Marjorie Pryse) Conjuring: Black Women, Fiction, and Literary Tradition. Bloomington: Indiana University Press, 1985.

### Articles
- "Born Again': Faulkner and the Second Birth", Fifty Years after Faulkner, edited by Jay Watson and Ann J. Abadie, University Press of Mississippi, JACKSON, 2016, pp. 57–78.
- "Art Talk and the Uses of History". Small Axe, vol. 19 no. 3, 2015, p. 175–185[13].
- "Views of the East Wing: On Michelle Obama". Communication and Critical/Cultural Studies, 6:3, 307–310, 2009[14].
- "'Whatcha Gonna Do?': Revisiting 'Mama's Baby, Papa's Maybe: An American Grammar Book': A Conversation with Hortense Spillers, Saidiya Hartman, Farah Jasmine Griffin, Shelly Eversley, & Jennifer L. Morgan". Women's Studies Quarterly, vol. 35, no. 1/2, 2007, pp. 299–309[15].
- "'Twentieth-Century Literature's' Andrew J. Kappel Prize in Literary Criticism, 2007". Twentieth Century Literature, vol. 53, no. 2, 2007, pp. vi–x[16].
- "The Idea of Black Culture". CR: The New Centennial Review, vol. 6, no. 3, 2006, pp. 7–28[17].
- "A Tale of Three Zoras: Barbara Johnson and Black Women Writers". Diacritics, vol. 34, no. 1, 2004, pp. 94–97[18].
- "Topographical Topics: Faulknerian Space". The Mississippi Quarterly, vol. 57, no. 4, 2004, pp. 535–568[19].
- "Travelling with Faulkner". Critical Quarterly, 45: 8–17, 2003[20].
- "'All the Things You Could Be by Now, If Sigmund Freud's Wife Was Your Mother': Psychoanalysis and Race". Boundary 2, vol. 23, no. 3, 1996, pp. 75–141[21].
- "The Crisis of the Negro Intellectual: A Post-Date". Boundary 2, vol. 21, no. 3, 1994, pp. 65–116[22].
- "Moving on Down the Line". American Quarterly, vol. 40, no. 1, 1988, pp. 83–109. JSTOR, www.jstor.org/stable/2713143.
- "Mama's Baby, Papa's Maybe: An American Grammar Book". Diacritics, vol. 17, no. 2, 1987, pp. 65–81[23].
- "'An Order of Constancy': Notes on Brooks and the Feminine". The Centennial Review, vol. 29, no. 2, 1985, pp. 223–248[24].
- "A Hateful Passion, a Lost Love". Feminist Studies, vol. 9, no. 2, 1983, pp. 293–323[25].
- "Formalism Comes to Harlem", Black American Literature Forum, vol. 16, no. 2, 1982, pp. 58–63[26].
- "The Works of Ralph Ellison". PMLA, vol. 95, no. 1, 1980, pp. 107–109[27].
- "A Day in ihe Life of Civil Rights". The Black Scholar, vol. 9, no. 8/9, 1978, pp. 20–27[28].
- "Ellison's 'Usable Past': Toward a Theory of Myth". Interpretations, vol. 9, no. 1, 1977, pp. 53–69[29].
- "A Lament". The Black Scholar, vol. 8, no. 5, 1977, pp. 12–16[30].
- ": SECOND PRIZE-The Black Scholar Essay Contest: MARTIN LUTHER KING AND THE STYLE OF THE BLACK SERMON". The Black Scholar, vol. 3, no. 1, 1971, pp. 14–27[31].

Recensions
- "Review: Kinship and Resemblances: Women on Women". Feminist Studies, vol. 11, no. 1, 1985, pp. 111–125[32].
- "Review: Lorraine Hansberry: Art of Thunder, Vision of Light. Special Issue of Freedomways". Signs, vol. 6, no. 3, 1981, pp. 526–527[33].
- "Review: 'GET YOUR ASS IN THE WATER AND SWIM LIKE ME': NARRATIVE POETRY FROM BLACK ORAL TRADITION by Bruce Jackson". The Black Scholar, vol. 7, no. 5, 1976, pp. 44–46[34].
- "Review: Black Popular Culture. by Michele Wallace, Gina Dent; Black Macho and the Myth of the Superwoman. by Michele Wallace; Invisibility Blues--From Pop to Theory by Michele Wallace". African American Review, vol. 29, no. 1, 1995, pp. 123–126[35].